# Julius Korngold
Julius Korngold (24 de dezembro de 1860 – 25 de setembro de 1945) foi um crítico de música austríaco, considerado o mais importante em Viena no início do século XX, quando a cidade era o centro da música clássica europeia. Ficou célebre por promover as obras de Gustav Mahler numa época em que o compositor não era muito conhecido. Foi o pai do compositor Erich Wolfgang Korngold, para quem escreveu o libretto da ópera Die tote Stadt (sob o pseudónimo Paul Schott).